# Haas VF-21
De Haas VF-21 is een Formule 1-auto die gebruikt werd door het Formule 1-team van Haas in het seizoen 2021. De auto is de opvolger van de Haas VF-20. De VF-21 rijdt met een motor van Ferrari.

## Resultaten
| Kleur  | Resultaat                              |
| ------ | -------------------------------------- |
| Goud   | Winnaar                                |
| Zilver | Tweede plaats                          |
| Brons  | Derde plaats                           |
| Groen  | Gefinisht (punten behaald)             |
| Blauw  | Gefinisht (geen punten behaald)        |
| Blauw  | Niet geklasseerd (NC)                  |
| Paars  | Uitgevallen (DNF)                      |
| Rood   | Niet gekwalificeerd (DNQ)              |
| Zwart  | Gediskwalificeerd (DSQ)                |
| Wit    | Niet gestart (DNS)                     |
| Blanco | Gewond (INJ)                           |
| Blanco | Uitgesloten (EX)                       |
| Blanco | Teruggetrokken (WD) / Niet deelgenomen |
| P      | Poleposition                           |
| S      | Snelste ronde                          |

| Jaar | Chassis | Motor         | Banden | Coureurs        | 1   | 2   | 3   | 4   | 5   | 6   | 7   | 8   | 9   | 10  | 11  | 12  | 13  | 14  | 15  | 16  | 17  | 18  | 19  | 20  | 21  | 22  | Punten | WK-plaats |
| ---- | ------- | ------------- | ------ | --------------- | --- | --- | --- | --- | --- | --- | --- | --- | --- | --- | --- | --- | --- | --- | --- | --- | --- | --- | --- | --- | --- | --- | ------ | --------- |
| 2021 | VF-21   | Ferrari 065/6 | P      |                 | BHR | EMI | POR | SPA | MON | AZE | FRA | STI | OOS | GBR | HON | BEL | NED | ITA | RUS | TUR | VST | MXS | SAP | QAT | SAR | ABU | 0      | 10e       |
| 2021 | VF-21   | Ferrari 065/6 | P      | Nikita Mazepin  | DNF | 17  | 19  | 19  | 17  | 14  | 20  | 18  | 19  | 17  | DNF | 17  | DNF | DNF | 18  | 20  | 17  | 18  | 17  | 18  | DNF | DNS | 0      | 10e       |
| 2021 | VF-21   | Ferrari 065/6 | P      | Mick Schumacher | 16  | 16  | 17  | 18  | 18  | 13  | 19  | 16  | 18  | 18  | 12  | 16  | 18  | 15  | DNF | 19  | 16  | DNF | 18  | 16  | DNF | 14  | 0      | 10e       |